# Selección de baloncesto de Zambia
La selección de baloncesto de Zambia, anteriormente conocida como selección de baloncesto de Niasalandia, es el equipo formado por jugadores de nacionalidad zambiana que representa a la Asociación de Baloncesto de Zambia en las competiciones internacionales organizadas por la Federación Internacional de Baloncesto (FIBA) o el Comité Olímpico Internacional (COI): los Juegos Olímpicos, la Copa Mundial de Baloncesto y el AfroBasket.

## Historia
Fue creada en el año 1962 y anteriormente formaba parte del FIBA Europa como parte de Reino Unido. Fue una de las naciones fundadoras de FIBA África.
Su primera participación en un torneo oficial fue hasta 1989 en el AfroBasket que se jugó en Luanda, Angola en donde finalizó en décimo lugar.

## Historial

### Copa Mundial
Resultado General: No ocupa puesto
| Copa Mundial de Baloncesto |
| --- |
| - 1950: No calificó - 1954: No calificó - 1959: No calificó - 1963: No calificó - 1967: No calificó - 1970: No calificó - 1974: No calificó - 1978: No calificó - 1982: No calificó - 1986: No calificó - 1990: No calificó - 1994: No calificó - 1998: No calificó - 2002: No calificó - 2006: No calificó - 2010: No calificó - 2014: No calificó - 2019: No calificó - 2023: No calificó - 2027: TBD |

### Juegos Olímpicos
| Baloncesto en los Juegos Olímpicos |
| --- |
| - Berlín 1936: No calificó - Londres 1948: No calificó - Helsinki 1952: No calificó - Melbourne 1956: No calificó - Roma 1960: No calificó - Tokio 1964: No calificó - México 1968: No calificó - Múnich 1972: No calificó - Montreal 1976: No calificó - Moscú 1980: No calificó - Los Ángeles 1984: No calificó - Seúl 1988: No calificó - Barcelona 1992: No calificó - Atlanta 1996: No calificó - Sídney 2000: No calificó - Atenas 2004: No calificó - Pekín 2008: No calificó - Londres 2012: No calificó - Río 2016: No calificó - Tokio 2020: No calificó - París 2024: No calificó |

### AfroBasket
| Afrobasket | Afrobasket  | Afrobasket | Afrobasket  | Afrobasket | Afrobasket  |
| ---------- | ----------- | ---------- | ----------- | ---------- | ----------- |
| 1962:      | No calificó | 1964:      | No calificó | 1965:      | No calificó |
| 1968:      | No calificó | 1970:      | No calificó | 1972:      | No calificó |
| 1974:      | No calificó | 1975:      | No calificó | 1978:      | No calificó |
| 1980:      | No calificó | 1981:      | No calificó | 1983:      | No calificó |
| 1985:      | No calificó | 1987:      | No calificó | 1989:      | 10° Lugar   |
| 1992:      | No calificó | 1993:      | No calificó | 1995:      | No calificó |
| 1997:      | No calificó | 1999:      | No calificó | 2001:      | No calificó |
| 2003:      | No calificó | 2005:      | No calificó | 2007:      | No calificó |
| 2009:      | No calificó | 2011:      | No calificó | 2013:      | No calificó |
| 2015:      | No calificó | 2017:      | No calificó |            |             |